# Нижньоташево
Нижньота́шево (рос. Нижнеташево, башк. Түбәнге Таш) — присілок у складі Мелеузівського району Башкортостану, Росія. Входить до складу Абітовської сільської ради.
Населення — 76 осіб (2010; 58 в 2002).
Національний склад:
- башкири — 100%